# Niemil
Niemil (deutsch Niehmen) ist ein Dorf in Niederschlesien. Der Ort liegt in der Gmina Oława im Powiat Oławski in der polnischen Woiwodschaft Niederschlesien.

## Geographie

### Geographische Lage
Das Angerdorf Niemil liegt elf Kilometer südlich des Gemeindesitzes und der Kreisstadt Oława (Ohlau) und rund 45 Kilometer südöstlich der Woiwodschaftshauptstadt Breslau. Der Ort liegt in der Nizina Śląska (Schlesische Tiefebene) innerhalb der Równina Grodkowska (Grottkauer Ebene) hin zur Równina Wrocławska (Breslauer Ebene). Niemil liegt an der Gnojna.

### Nachbarorte
Nachbarort von Niemil ist im Süden Oleśnica Mała (Klein Öls).

## Geschichte

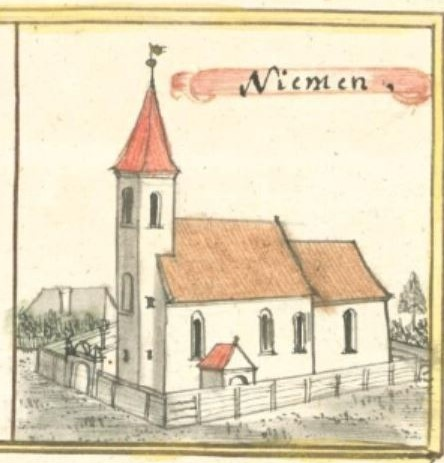
Katharinenkirche – Zeichnung aus der Mitte des 18. Jahrhunderts

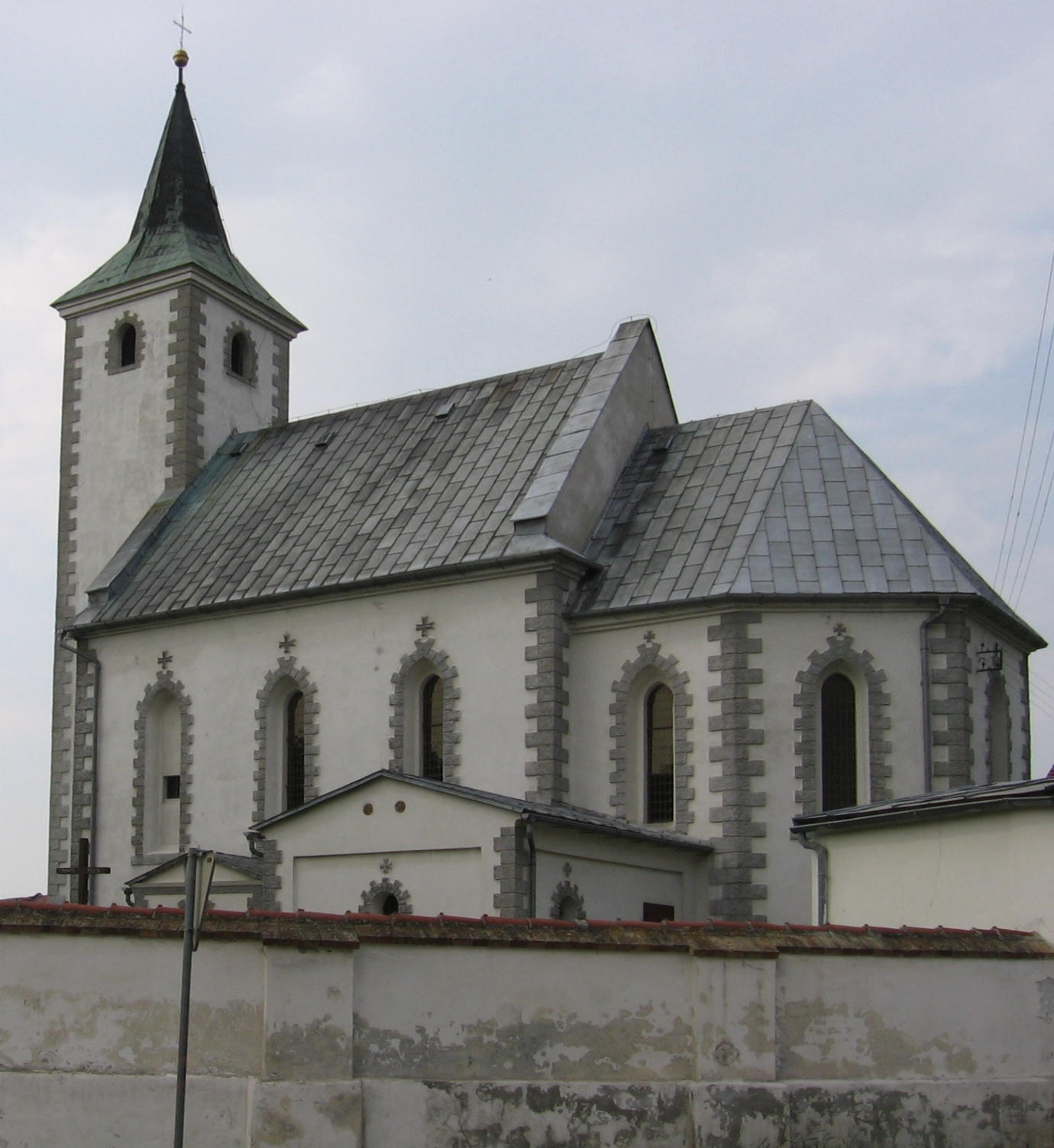
Katharinenkirche

Das Dorf wurde 1290 erstmals als Nemil erwähnt. Weitere Erwähnungen erfolgten 12594 als Nemyl sowie 1374 als Nemyn.
1678 bestanden im Ort 20 Bauern-, 12 Gärtner- und 7 Angerhäuslerstellen sowie eine Schule. Nach dem Ersten Schlesischen Krieg 1742 fiel Niehmen zusammen mit dem größten Teil Schlesiens an Preußen. 1783 zählte der Ort eine katholische Kirche, eine Schule, eine Mühle, 19 Bauern- und 31 andere Stellen sowie 363 Einwohner.
Nach der Neugliederung Preußens gehörte die Landgemeinde Niehmen ab 1815 zur Provinz Schlesien und war ab 1816 dem Landkreis Ohlau eingegliedert. 1874 wurde der Amtsbezirk Sitzmannsdorf gegründet, welcher die Landgemeinden Niehmen und Sitzmannsdorf und die Gutsbezirke Niehmen und Sitzmannsdorf umfasste. 1885 zählte der Ort 570 Einwohner.
1933 zählte Niehmen 635, 1939 wiederum 567 Einwohner. Bis 1945 befand sich der Ort im Landkreis Ohlau.
Als Folge des Zweiten Weltkriegs fiel Niehmen wie fast ganz Schlesien 1945 an Polen, wurde in Niemil umbenannt und der Woiwodschaft Breslau angegliedert. Die deutsche Bevölkerung wurde, soweit sie nicht vorher geflohen war, weitgehend vertrieben. Die neu angesiedelten Bewohner waren zum Teil Heimatvertriebene aus Ostpolen. 1999 kam der Ort zum Powiat Oławski in der Woiwodschaft Niederschlesien. 2000 zählte das Dorf 469 Einwohner.

## Sehenswürdigkeiten
- Die römisch-katholische Katharinenkirche (poln. Kościół św. Katarzyny) wurde 1557 im Stil der Renaissance errichtet. Umgeben ist die Kirche von einer steinernen Mauer.[6]
- Gedenkplatte für die ehemaligen Bewohner des Dorfes
- Bildstock mit Marienbild
- Hölzernes Wegekreuz

## Vereine
- Freiwillige Feuerwehr OSP Niemil
- Fußballverein Zorza Niemil

## Söhne und Töchter des Ortes
- Rudolf Vesper (* 1939), deutscher Ringer im griechisch-römischen Stil